# Isola Otkrytyj
L'isola Otkrytyj (in russo Остров Открытый, ostrov Otkrytyj, in italiano "isola aperta") è un'isola russa che fa parte dell'arcipelago di Severnaja Zemlja ed è bagnato dal mare di Kara.
Amministrativamente fa parte del distretto di Tajmyr del Territorio di Krasnojarsk, nel Distretto Federale Siberiano.

## Geografia
L'isola è situata nella parte centrale dello stretto dell'Armata Rossa (пролив Красной Армии, proliv Krasnoj Armii), 100 m a ovest della penisola Gusinyj (полуостров Гусиный, poluostrov Gusinyj) sull'isola della Rivoluzione d'Ottobre, poco a nord della baia Tichaja (бухтa Тихая, buchta Tichaja). 3 km più a nord si trova l'isola Komsomolec.
Ha una forma allungata che si estende in direzione nord-sud, con una lunghezza massima di 2,3 km e una larghezza di circa 800 m. L'isola, cos' come le sue coste sono per la maggior parte piatte, tranne per delle basse scogliere nella parte meridionale; il punto più elevato si trova a nord e non supera i 17 m s.l.m. A meno di 100 m dall'estremità sud si trova una piccola isola senza nome.

## Isole adiacenti
- Isola Čërnyj (остров Чёрный, ostrov Čërnyj), a est, oltre la penisola Gusinyj.